# Matéri
Matéri è una città situata nel dipartimento di Atakora nello Stato del Benin con 96 692 abitanti (stima 2006).

## Geografia fisica
Il comune confina a nord con il Burkina Faso, a sud con Cobly, ad est con Tanguiéta e ad ovest con il Togo.

## Amministrazione
Il comune è formato dai seguenti sei arrondissement composti da 55 villaggi:
- Dassari
- Gouandé
- Matéri
- Nodi
- Tantéga
- Tchianhoun-Cossi

## Società

### Religione
La maggioranza della popolazione segue religioni locali (60,8%), seguita dal cattolicesimo (25,4%) e dalla religione musulmana (7,1%).

### Evoluzione demografica
Dal punto di vista etnico la popolazione è principalmente composta da Bialbe, Peulhs, Moba, Kountimba e Mossi.

## Economia
Sviluppata la coltivazione di cotone, karité, carruba e arachidi. La pesca è sviluppata nelle acque del fiume Penjari dove sono presenti anche ippopotami e coccodrilli. Sono presenti industrie per la trasformazione di prodotti agricoli.

### Turismo
Il parco sul fiume Penjari è la principale attrazione turistica del comune.